# Гаврилково
Гаври́лково (рос. Гаврилково) — присілок у складі Міжріченського району Вологодської області, Росія. Входить до складу Ботановського сільського поселення.

## Населення
Населення — 90 осіб (2010; 109 у 2002).
Національний склад (станом на 2002 рік):
- росіяни — 99 %